# Pendulum (film)
A Pendulum (eredeti cím: Pendulum) 1969-ben bemutatott neo noir amerikai filmthriller. A filmet George Schaefer rendezte, a főbb szerepekben George Peppard, Jean Seberg és Richard Kiley látható.
Az Amerikai Egyesült Államokban 1969. március 21-én mutatták be.

## Cselekmény
Washingtonban Frank Matthews rendőrkapitány karrierje felfelé ível, hiszen nemrég nevezték ki egy befolyásos amerikai szenátor tanácsadójává. A családi élete azonban kérdéses. Feleségét azzal gyanúsítja, hogy viszonya van egy régi szerelmével. Egy este, miután megjelent egy politikai rendezvényen Baltimore-ban, Matthews úgy dönt, hogy másnap reggelig nem tér haza. Másnap értesül a hatóságoktól, hogy feleségét agyonlőve találják, miközben szeretőjével feküdt az ágyban, akit szintén megöltek. Hamarosan Matthews tudomására jut, hogy saját kollégái, a rendőrség őt tette meg az ügy fő gyanúsítottjának.
A Pendulumban egy mellékszál is szerepel, amelyben egy nemi erőszakért és gyilkosságért elítélt halálraítélt, Paul Sanderson is szerepel, akit egy jogi formalitás miatt szabadlábra helyeznek. Sandersont eredetileg Matthews találta meg és tartóztatta le, aki ezt a körülményt súlyos igazságtalanságnak tartja. Ironikus módon most, hogy Matthews kapitányt gyilkossággal gyanúsítják, Sanderson ügyvédjét, Woodrow Wilson Kinget bízza meg a képviseletével. A játékfilm hátralévő részében ez a két történetszál keresztezi egymást, amíg a film el nem éri erőszakos végkifejletét.

## Szereplők[4]
- George Peppard – Frank Matthews százados
- Jean Seberg – Adele Matthews
- Richard Kiley – Woodrow Wilson King
- Charles McGraw – John P. Hildebrand helyettes megbízott
- Madeleine Sherwood – Mrs. Eileen Sanderson
- Robert F. Lyons – Paul Martin Sanderson
- Frank Marth – Smithson hadnagy
- Marj Dusay – Liz Tennant
- Paul McGrath – Augustus Cole szenátor
- Stewart Moss – Richard D'Angelo
- Isabel Sanford – Effie
- Dana Elcar – 'Red' Thornton nyomozó

## Fordítás
- Ez a szócikk részben vagy egészben  a   Pendulum (film) című angol Wikipédia-szócikk ezen változatának fordításán alapul.  Az eredeti cikk szerkesztőit annak laptörténete sorolja fel. Ez a jelzés csupán a megfogalmazás eredetét és a szerzői jogokat jelzi, nem szolgál a cikkben szereplő információk forrásmegjelöléseként.